# Ashis Nandy
Ashis Nandy (Bhagalpur, 1937) è uno psicoanalista e filosofo indiano.
Teorico della società, oltre che psicoanalista politico, è stato uno dei primi studiosi ad occuparsi del rapporto coloniale dal punto di vista psicanalitico e non prettamente storiografico. Nei suoi lavori si ritrova una grande varietà d'argomenti, tra cui la coscienza pubblica, la violenza di massa ed il dialogo tra le civiltà.
A tutt'oggi è Senior Honorary Fellow del Centre for the Study of Developing Societies (CSDS), oltre ad essere presidente del Committee for Cultural Choices and Global Futures, sempre in Nuova Delhi.
Nel 2007 Nandy ha ricevuto il Fukuoka Asian Culture Prize. L'anno successivo è apparso nella lista del Foreign Policy magazine come parte della Top 100 Public Intellectuals Poll, rivista pubblicata dal Carnegie Endowment for International Peace.

## Biografia
Ashis Nandy nasce nel Bengala, da una famiglia cristiana di Bhagalpur, Bihar, nel 1937. È il figlio maggiore di Satish Chandra Nandy e Prafulla Nalini Nandy. Più tardi la sua famiglia trasloca a Calcutta, dove sua madre lavora come insegnante alla scuola La Martiniere, per poi diventarne vicepreside.
Nel 1947, quando Nandy ha dieci anni, l'India Britannica viene divisa in due stati sovrani: l'India e il Pakistan. Vive dunque il periodo di conflitto e atrocità che seguì la separazione dei due stati.
Nandy lascia l'università di medicina per frequentare lo Hislop College, a Nagpur, dove intraprende gli studi di scienze sociali. Più tardi ottiene un master in sociologia, anche se il suo interesse accademico tende maggiormente verso la psicologia clinica; interesse che lo porta al conseguimento della laurea in psicologia all'Università di Gujarat, ad Ahmedabad.

## Carriera accademica
Agli inizi della sua carriera, Nandy arriva al Centre for the Study of Developing Societies (CSDS), situato a Delhi, come membro della facoltà. Durante il periodo di lavoro sviluppa una propria metodologia di studio, integrando la psicanalisi clinica con lo studio sociologico. Nello stesso periodo viene invitato da università e istituti di ricerca esteri per tenere delle conferenze e per sviluppare la sua ricerca. Diventa direttore del CSDS tra il 1992 e il 1997, dopo essere stato Senior Fellow per alcuni anni. Lavora anche nell'Editorial Collective of Public Culture, un giornale specialistico pubblicato dalla Duke University Press.
Nandy ha collaborato alla redazione di molti report per i diritti umani ed è attivo nei movimenti per la pace, nei progetti a favore delle scienze e delle tecnologie alternative, e della conservazione delle culture. È membro dell'Executive Councils del World Futures Studies Federation, del Commonwealth Human Rights Initiative, dell'International Network for Cultural Alternatives to Development, e del People's Union for Civil Liberties.
Nel campo strettamente accademico è stato nominato Woodrow Wilson Fellow al Wilson Center a Washington D.C., nonché Charles Wallace Fellow all'Università di Hull, e Fellow nell'Institute for Advanced Studies in Humanities all'Università di Edimburgo. Tenne la prima cattedra UNESCO al Centro per gli Studi Europei all'Università di Treviri nel 1994, mentre nel 2006 divenne National Fellow all'Indian Council of Social Science Research.
Ashis Nandy è uno studioso prolifico, sia per numero di pubblicazioni che per la varietà di temi trattati, molti dei quali indirizzati all'analisi dei contrasti razziali e degli scontri politici, nell'ottica di tracciare delle linee guida verso un'esistenza globale e pacifica, a prescindere dai confini nazionali.
Uno dei suoi primi libri di rilevanza internazionale è stato The Intimate Enemy: Loss and Recovery of Self Under Colonialism. Il proposito era di indagare i presupposti e le conseguenze storico-psicologiche della colonizzazione da entrambi i lati: quello dei colonizzati e quello dei colonizzatori. Nandy suggerisce che la comprensione del sé, in un contesto coloniale, è connesso e legato a quello di razza, classe e religione. Ad esempio, il potere culturale inglese ed il sistema educativo che aveva ormai permeato la cultura delle classi alte indigene, legavano le lotte d'indipendenza indiane a dei metodi politici principalmente europei, ed il movimento di Gandhi può essere visto in parte anche come un tentativo di trascendere questa condizione di subalternità e ritrovare i motivi e le tecniche di protesta all'interno della tradizione indiana.

## Pubblicazioni e saggi

### Testi
- 1978 - The New Vaisyas: Entrepreneurial Opportunity and Response in an Indian City. Raymond Lee Owens and Ashis Nandy. Bombay: Allied, 1977. Durham, NC: Carolina Academic P, 1978.
- 1980 - At the Edge of Psychology: Essays in Politics and Culture. Delhi: Oxford UP, 1980. Delhi; Oxford: Oxford UP, 1990.
- 1980 - Alternative Sciences: Creativity and Authenticity in Two Indian Scientists. New Delhi: Allied, 1980. Delhi: Oxford UP, 1995.
- 1983 - The Intimate Enemy: Loss and Recovery of Self Under Colonialism. Delhi: Oxford UP, 1983. Oxford: Oxford UP, 1988. (Italian edition Forum: Udine 2014).
- 1983 - Science, Hegemony and Violence: A Requiem for Modernity. Ed. Ashis Nandy. Tokyo, Japan: United Nations University, 1988. Delhi: Oxford UP, 1990.
- 1987 - Traditions, Tyranny, and Utopias: Essays in the Politics of Awareness. Delhi; New York: Oxford UP, 1987. New York: Oxford UP, 1992.
- 1987 - Science, Hegemony and Violence: A Requiem for Modernity. Ed. Ashis Nandy. Tokyo, Japan: United Nations University, 1988. Delhi: Oxford UP, 1990.Traditions, Tyranny, and Utopias: Essays in the Politics of Awareness. Delhi; New York: Oxford UP, 1987. New York: Oxford UP, 1992.
- 1988 - Science, Hegemony and Violence: A Requiem for Modernity. Ed. Ashis Nandy. Tokyo, Japan: United Nations University, 1988. Delhi: Oxford UP, 1990.
- 1989 - The Tao of Cricket: On Games of Destiny and the Destiny of Games. New Delhi; New York: Viking, 1989. New Delhi; New York: Penguin, 1989.
- 1993 - Barbaric Others: A Manifesto on Western Racism. Merryl Wyn Davies, Ashis Nandy, and Ziauddin Sardar. London; Boulder, CO: Pluto Press, 1993.
- 1994 - The Illegitimacy of Nationalism: Rabindranath Tagore and the Politics of Self. Delhi; Oxford: Oxford UP, 1994.
- 1994 - The Blinded Eye: Five Hundred Years of Christopher Columbus. Claude Alvares, Ziauddin Sardar, and Ashis Nandy. New York: Apex, 1994.
- 1995 - The Savage Freud and Other Essays on Possible and Retrievable Selves. Delhi; London: Oxford UP, 1995. Princeton, NJ: Princeton UP, 1995.
- 1995 - Creating a Nationality: the Ramjanmabhumi Movement and Fear of the Self. Eds. Ashis Nandy, Shikha Trivedy, and Achyut Yagnick. Delhi; Oxford: Oxford UP, 1995. New York: Oxford UP, 1996.
- 1996 - The Multiverse of Democracy: Essays in Honour of Rajni Kothari. Eds. D.L. Sheth and Ashis Nandy. New Delhi; London: Sage, 1996.
- 1999 - Editor, The Secret Politics of Our Desires: Innocence, Culpability and Indian Popular Cinema Zed: 1999. (also wrote introduction)
- 2002 - Time Warps - The Insistent Politics of Silent and Evasive Pasts.
- 2006 - Talking India: Ashis Nandy in conversation with Ramin Jahanbegloo. New Delhi: Oxford University Press, 2006.
- 2007 - TIME TREKS: The Uncertain Future of Old and New Despotisms. New Delhi: Permanent Black, 2007.
- 2007 - A Very Popular Exile. New Delhi: Oxford University Press, 2007.

### Saggi
- Unclaimed Baggage, The Little Magazine
- 1982 - The Psychology of Colonialism: Sex, Age, and Ideology in British India. Psychiatry 45 (Aug. 1982): 197-218.
- 1983 - Towards an Alternative Politics of Psychology. International Social Science Journal 35.2 (1983): 323-38.
- 1989 - The Fate of the Ideology of the State in India. The Challenge in South Asia: Development, Democracy and Regional Cooperation. Eds. Poona Wignaraja and Akmal Hussain. Thousand Oaks: Sage, 1989.
- 1989 - The Political Culture of the Indian State. Daedalus 118.4 (Fall 1989): 1-26.
- 1990 - Satyajit Ray's Secret Guide. East-West Film Journal 4.2 (June 1990): 14-37.
- 1991 - Hinduism Versus Hindutva: The Inevitability Of A Confrontation
- 1993 - Futures Studies: Pluralizing Human Destiny. Futures 25.4 (May 1993): 464-65.
- 1994 - Tagore and the Tiger of Nationalism. Times of India 4 Sept. 1994.
- 1995 - History's Forgotten Doubles. History & Theory 34.2 (1995): 44-66.
- 1996 - Bearing Witness to the Future. Futures 28.6-7 (Aug. 1996): 636-39.
- 1999 - Indian Popular Cinema as a Slum's Eye View of Politics. The Secret Politics of Our Desires: Innocence, Culpability and Indian Popular Cinema. Zed: 1999. 1-18. (also editor)
- 2002 - Obituary Of A Culture
- 2004 - A Billion Gandhis Archiviato il 4 marzo 2016 in Internet Archive.
- 2006 - Cuckoo over the cuckoo's nest Archiviato l'8 marzo 2012 in Internet Archive.
- 2007 - What fuels Indian Nationalism? Archiviato il 29 ottobre 2012 in Internet Archive.
- 2009 - The Hour Of The Untamed Cosmopolitan Archiviato il 29 ottobre 2012 in Internet Archive.; Partition And The Fantasy Of A Masculine State